# Michael Fogelberg
Åke Michael Fogelberg, född 31 augusti 1969 i Kristine församling i Göteborg, är en svensk entreprenör och investerare mest känd för att 1992 ha etablerat hyrlager-koncernen Shurgards europeiska verksamhet, då han öppnade Europas första hyrlager i Bryssel, Belgien. 1997 introducerade han konceptet med hyrlager på den svenska marknaden. 2004 avyttrade Fogelberg den europeiska verksamhetsdelen till moderbolaget i USA. 2007 grundade han hyrlager-koncernen Selstor. Bolaget såldes 2012 till fastighetsbolaget NREP. 2015 grundade han hyrlager-koncernen 24Storage. Idag lägger Michael sin tid på hans nya företag European Self Storage.

## Övriga uppdrag
Grundare och styrelseledamot i den internationella organisationen för hyrlager, FEDESSA. Organisationen representerar över 1 400 hyrlager-anläggningar i Europa.
Grundare och styrelseordförande av branschföreningen Self Storage Association Sweden (SSA) i Sverige.